# 本百姓
本百姓（ほんびゃくしょう）とは、主に江戸時代の日本において、領主（藩政府や徳川幕府など）に対して年貢などを貢納し、村落共同体の正規の一員と認められていた者。
17世紀後半（寛文・延宝年間）を境として、その性格に差が見られるようになる。

## 概要
本百姓とは、検地帳に登録された田畑を所持するとともに、屋敷地を所持して役屋として登録され、年貢・諸役・夫役（本来は陣夫役）を負担できる者を指す。これは中世の一軒屋と類似しており、一軒家と称される場合もあった。これを果たせる者は村共同体の一員として認められ、一定の村役を果たす義務と引き換えに入会地や灌漑用水の用益権を保障され、寄合などの形で村の政治に参加することが認められていた。
初期の本百姓は広範な血縁者や下人などの隷属民を抱えて大規模経営を行う者もおり、後世の本百姓と性質の異なる部分も多く、歴史学においてはこの時期の本百姓を特に「初期本百姓」と呼ばれている。
この状況が大きく展開していくのは、寛文検地（地域によっては延宝検地）以後とみられている。この検地以後、単純に石高・永高に換算できる田畑・屋敷地を持つ者、すなわち高持百姓を本百姓と称することになる。それに対して本百姓に満たない者は水呑百姓と称された。これによって従来従属的立場に置かれていた農民の中にも本百姓の基準を満たす者が出現することになる。ただし、実態においては複雑で過度な小農民の出現を警戒した徳川幕府は既に寛永の飢饉をきっかけに分地制限令を出して従属民の自立を抑制する政策を採り、村でも本百姓に株を設定して定員を定め、本百姓ついての要件を満たした自立した従属民を従前どおり「脇百姓」「水呑百姓」として排除するケースもあった。更に時代が下ると商品経済の農村への浸透や商品生産の進展、商業資本の農村での活躍によって本百姓の中で格差が深刻化し、中には水呑百姓に転落するケースもあった。このため、農村における本百姓の原則と実態の乖離が深刻化し、百姓一揆や村方騒動などの一因ともなった。